# シティ紋別ショッピングセンター
シティ紋別ショッピングセンター（シティもんべつショッピングセンター）は、北海道紋別市落石町にあるショッピングセンター。店舗設置者は北雄ラッキー。
本項では、隣接する紋別市落石町2丁目複合商業施設Iについても併せて述べる。

## 沿革
- 2003年（平成15年）11月：（仮称）シティ紋別ショッピングセンター着工[3]。
- 2004年（平成16年）6月：シティ紋別ショッピングセンター開業[2]。

## 主なテナント
- 北雄ラッキーシティもんべつ
- DCM紋別店
- ツルハドラッグ紋別落石店
- ゲオ紋別店
- キャンドゥシティもんべつ店
- モスバーガーオホーツク紋別店

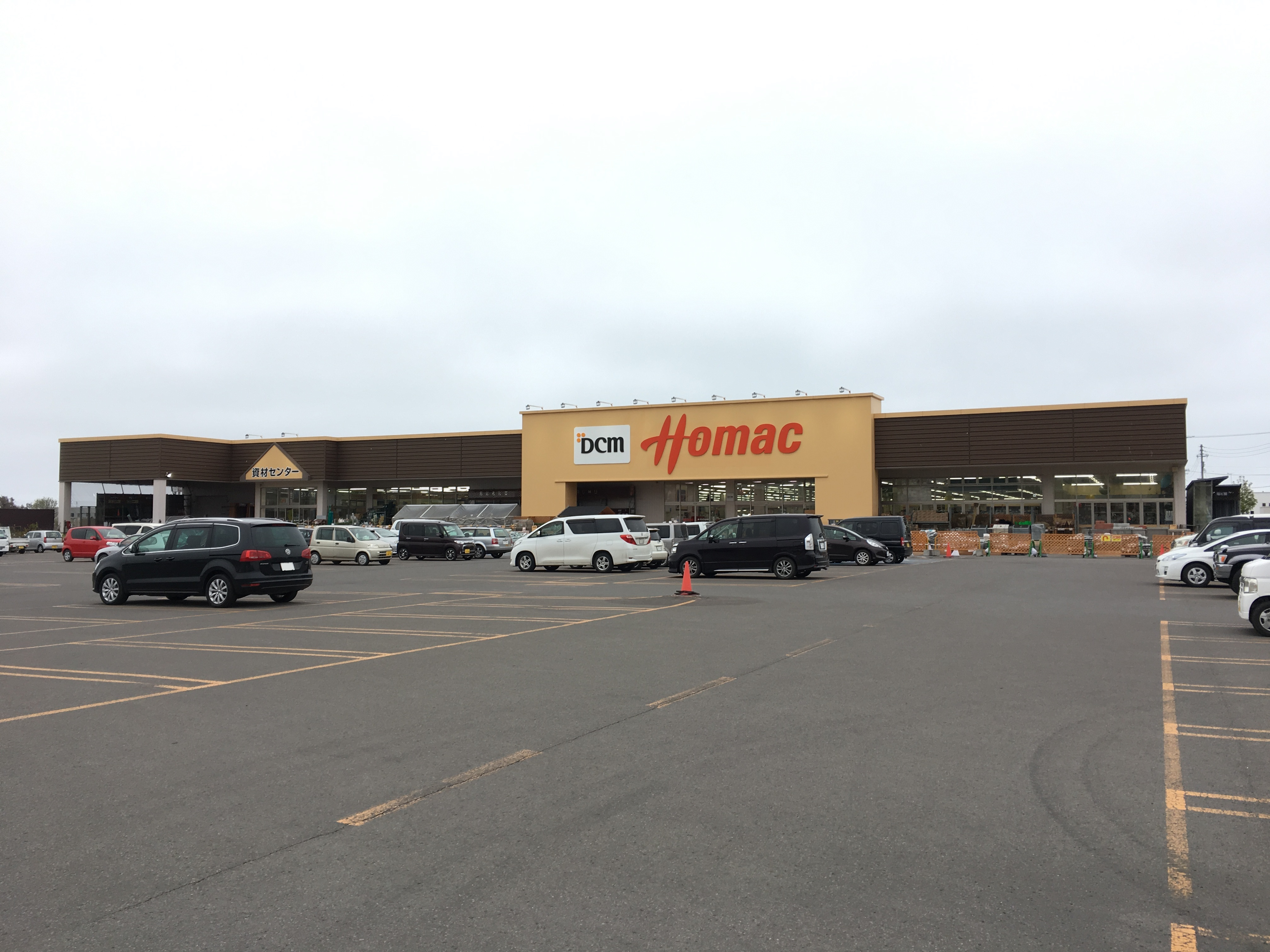
DCMホーマック紋別店（2017年5月）

## 周辺
周辺（落石町・渚滑町）にはロードサイド店舗が多数立地している。
- 国道238号（紋別バイパス）
- ケーズデンキ紋別店
- サツドラ紋別店
- auショップ紋別
- モダ石油紋別セルフSS
- 紋別市休日夜間急病センター
- 広域紋別病院
- 北海道紋別高等養護学校

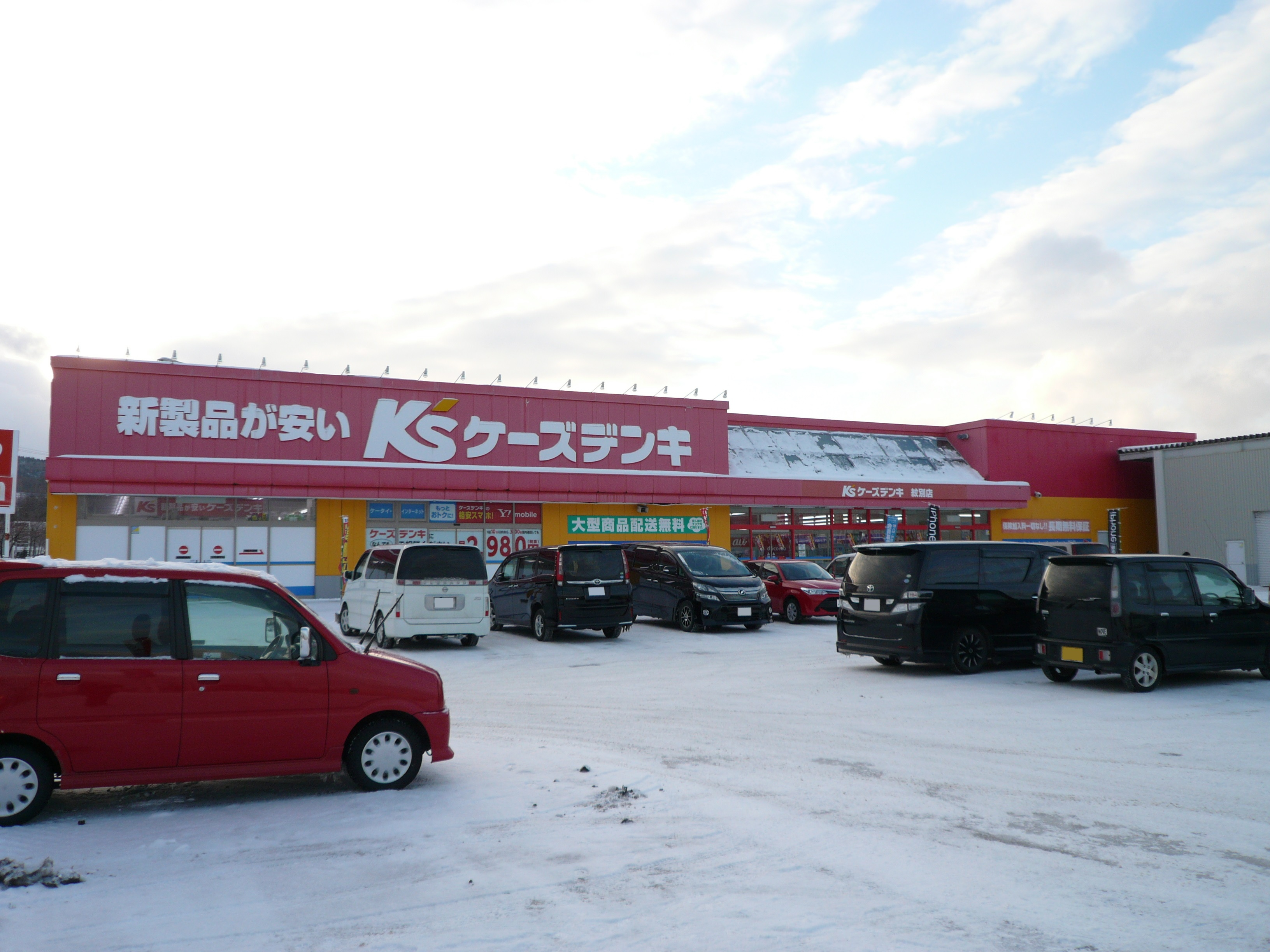
ケーズデンキ紋別店（2016年12月）

## 紋別市落石町2丁目複合商業施設I
紋別市落石町2丁目複合商業施設Iは、シティ紋別ショッピングセンターの東側に隣接する複合商業施設であり、ショッピングセンター機能を実質的に補完している。

### 沿革
- 2007年（平成19年）9月30日：紋別市落石町2丁目複合商業施設I開業[4]。

### テナント
- ダイソー紋別店
- メガネのプリンス紋別店